# Journal of Food Safety and Food Quality
Das Journal of Food Safety and Food Quality (zuvor seit 1955 Archiv für Lebensmittelhygiene, abgekürzt Arch. Lebensm. Hyg.) ist eine wissenschaftliche Fachzeitschrift, die seit Beginn vom Schaper-Verlag veröffentlicht wird. Derzeit erscheint die Zeitschrift mit sechs Ausgaben im Jahr. Es werden Arbeiten aus dem Bereich der Lebensmittelhygiene veröffentlicht.

## Geschichte
Im Januar 1950 erschien unter dem Titel Der Lebensmitteltierarzt die erste Ausgabe des Archivs für Lebensmittelhygiene. Herausgeber und Schriftleiter war Fritz Schönberg aus dem Institut für tierärztliche Lebensmittelkunde der Tierärztlichen Hochschule Hannover. Der „Lebensmitteltierarzt“ erschien zunächst monatlich als Beilage zur „Deutschen Tierärztlichen Wochenschrift“. 1955 wurde die Zeitschrift umbenannt und daraus das Archiv für Lebensmittelhygiene, insbesondere für Fleisch-, Fisch- und Milchhygiene.
Unterstützt wurde die Schriftleitung erstmals durch ein Editorial Board mit den Mitgliedern des Vorstandes der Deutschen Veterinärmedizinischen Gesellschaft (DVG) der Arbeitsgruppe Lebensmittelhygiene, korrespondierenden schweizerischen und österreichischen Kollegen, später auch international ausgewiesenen Wissenschaftlern. Die Zeitschrift ist seit 2006 offizielles Organ des Arbeitsgebietes Lebensmittelhygiene der DVG; mit der Ausgabe 1/2011 wurde sie zum Journal of Food Safety and Food Quality. Seit 2017 erscheint die Zeitschrift nur noch in elektronischer Form.

## Impactfactor
Der Impact Factor lag im Jahr 2014 bei 0,464. Nach der Statistik des ISI Web of Knowledge wird das Journal mit diesem Impact Factor in der Kategorie angewandte Chemie an 64. Stelle von 70 Zeitschriften, in der Kategorie Lebensmittelwissenschaft und -Technologie an 102. Stelle von 123 Zeitschriften, in der Kategorie Public Health, Arbeits- und Umweltmedizin an 156. Stelle von 162 Zeitschriften und in der Kategorie Toxikologie an 88. Stelle von 88 Zeitschriften geführt. 2017 betrug der Impact Factor nach eigenen Angaben 0,267.